# 火の鳥 鳳凰編 我王の冒険
『火の鳥 鳳凰編 我王の冒険』（ひのとり ほうおうへん がおうのぼうけん）は、1987年1月4日にコナミ（コンシューマー用ゲーム事業部、現・コナミデジタルエンタテインメント）から発売されたファミリーコンピュータ用アクションゲームソフト。

## 概要
1986年に公開されたアニメ映画『火の鳥 鳳凰編』（手塚治虫原作）をゲーム化したものである。1987年最初のファミリーコンピュータ用ソフトでもある。
ただし、上述のアニメや原作漫画との関連は薄く、説明書などで語られるゲームストーリーに原作の設定が取り入れられる程度となっている。
パッケージには我王の他に茜丸、ブチ、速魚が描かれているがこの3名は登場しない。 
内容は横スクロール方式のアクションゲーム。主人公は我王で、後述の鬼瓦を用いたシステムが特徴。音楽は山下絹代が担当した。エンディングには、渡辺典子によるアニメ主題歌「火の鳥」のサビのメロディーが用いられている。

## ゲーム内容

### システム
ゲームの目的は主人公の我王を操って、全16のステージをクリアし、火の鳥の彫刻のパーツを集めて絵を完成させることである。各ステージの最後に待ち受けるボス敵を倒し、彫刻のパーツを取ればステージクリアとなる。ステージによってはボスの代わりに「仕掛け」と呼ばれる落下物を避け、または壁を壊して進む。
ライフ制を採用しており、敵キャラクターや敵の吐く弾などに触れるとライフが1つ減る。ライフが0になると1ミスとなるほか、穴に落ちたときや残りタイムが0になったときも1ミスになる。また鬼瓦が無くなるなどして行き詰まったときは、SELECTボタンを押すことで自滅できる。我王の残機が無くなるとゲームオーバー。ゲームオーバー時には同じステージからコンティニューをすることができる。
武器は彫刻に使われる「ノミ」で、Bボタンで発射、まっすぐ前方に飛ぶ。方向キー上+Bボタンで真上に撃つことも可能。いずれも射程に制限がありあまり遠くまでは飛ばない。ノミは敵を攻撃するときのみならず、マップ上の宝箱を開けたり、ブロックや鬼瓦を破壊したりするときにも用いる。ただし、しゃがんだ状態で撃つことはできない（鬼瓦の設置動作となるため）ので、地面を這う小型の敵に対しては攻撃できず、足元の宝箱も開けない。

### 鬼瓦
ステージを進んで行く上で必要不可欠なのが、鬼瓦である。鬼瓦を置く（空中に置くこともできる）ことによって足場としたり、敵の進路を妨害したりすることができる。
置いた鬼瓦はノミで撃つか、上に乗ってしゃがんで3回ジャンプすれば破壊することができる。なお、鬼瓦だけでなく、ステージ内にある特定のブロックもこの方法で破壊することができ、これらのテクニックを使わないとクリアは不可能。
敵キャラクターをノミで撃つと鬼瓦に変わるので、それを取るとストックを1増やすことができる。一度倒して火の鳥の彫刻のパーツを取ったボスを再び倒した場合も鬼瓦に変わる（取らなくても次のステージに進む）ので、それを取ることでも同様にストックが1増える。また、パワーアップアイテムとして宝箱に入っていることもあり、この場合は一気に10個増える。鬼瓦のストックは最大99。

### アイテム
アイテムは基本的に宝箱をノミで破壊して手に入れるが、敵を倒すと稀に鬼瓦の代わりにアイテムがランダムに出現することがある。さらに敵を倒した後に出る鬼瓦をノミで撃った時、鬼瓦が何らかのアイテムに変化することもある。
財布（巾着）
500点加算される。
おにぎり
我王のライフが全回復する。ボスの直前に配置されていることが多い。
貝殻
ライフの最大値が1つ増える。初期値は5で最大値は8。最大値の時に取っても無意味。1ミスすると初期値に戻ってしまう。
鬼瓦
敵を倒したときに現れる物より赤みがかっていて、鬼瓦のストックが10増える。
鳳凰の羽根
一定時間我王が無敵になり、体当たりすることで敵を倒せる。この時鬼瓦も同時に手に入る。
鏡
一定時間我王が無敵になり、ブロックや地形、敵キャラをすり抜ける。敵を体当たりで倒すことはできない。大和ステージ3にあるような、壊せない壁の中の空洞に入って効果が切れると閉じ込められてしまう。なお、ブロックの中に完全に入りこんでいれば時間が来ても効果は解除されない。
勾玉
時間が止まり、敵などが一定時間動かなくなる。ただし、ステージクリアの制限時間であるタイマーは止まらない。
数珠
画面上の敵を全て倒し、鬼瓦に変化させる。
我王人形
我王そっくりの小さな人形。取ると1UPする。
ブーツ
底にスパイクの付いた靴で、太古ステージ3のみに出現する。氷の足場でも滑らなくなる。
コナミマン
大和・来世・太古の各時代に1箇所ある隠しアイテム。取るとライフゲージ容量が最大の8になるとともに全回復、同時に鬼瓦のストックが一気に99個になる。ただし、破壊不可能なブロックに囲まれた場所など入手に高度なテクニックが必要となる場所に隠されている。

## 設定

### ストーリー
ある所に、我王という男がいた。幼い頃から差別や迫害を受けてきた我王はやがて盗賊となりすさんだ生活を送っていたが、ある事をきっかけに一人の女性と出会い夫婦となる。しかし、ほんの些細な誤解から我王はその妻をその手で殺してしまう。
自らの行いを悔いて改心した我王は仏師となって、ある時火の鳥の彫刻を作り上げた。だが、完成した彫刻は何者かに奪われ16の破片に分割されて「異なる時代」に隠されてしまった。我王は火の鳥の彫刻を取り戻すため、時空を超えた冒険の旅に出るのだった。

### ステージ紹介
大和ステージ1
海岸
大和ステージ2
丘
大和ステージ3
岩場
大和ステージ4
森
大和ステージ5
寺
大和ステージ6
崖
大和ステージ7
洞窟
大和ステージ8
地震＆火山

### ステージ構成
我王の冒険の舞台は、大和（全8面）、来世（全5面）、太古（全3面）の3つの時代から構成され、別の時代へ行くには各ステージの途中に隠されているワープゾーンを利用しなければならない。ワープゾーンを使わないと、同じ時代のステージをループするようになっている。ワープゾーンは隠しているブロックを壊したり、特定の壁や像を動かすことで出現する。ワープゾーンは多数あり、ステージクリアの順番も決められていないため何通りものルートでプレイできる。なお、大和はステージ7までしか連続で行けずにステージ1に戻り、ステージ8（隠し面の火山）は、ゲーム中一ヵ所しか存在しないワープゾーンからしか行けない。
16のステージをクリアし絵が完成すればエンディングが流れるが、ゲームはその後2周目、3周目…と無限ループとなって続く。ただし2周目以降は敵キャラクターの動きが速くなるなど、難易度が若干上がる。

## 敵キャラクター
本作では敵の攻撃力は全て同じで、我王に対して2ポイント以上のダメージを一度に与えるような敵は存在しない。

### ザコキャラクター
ザコキャラはいずれも1体100点で、前述のとおり倒すと鬼瓦を落とす。それぞれの時代で違うものが出現するが、一部各時代共通で出現するものもいる。

#### 大和編
つちのこ
地面を這いながら、我王のいる方へ向かってくる。壁に当たると追跡をやめ、ひたすら前進するようになる。体が小さく、低い位置からでないと攻撃することができない。
ふくろう
波形に空中を飛び、壁にぶつかると方向を変える。出現時には独特の鳴き声（効果音）をあげる。
きつね
常にジャンプしながら前進する。体が横長なので、ややノミを当てづらい。
役人（やくにん）
赤い服のヒゲ面の男。地面を歩き、壁や崖まで来ると反転して逆方向へ歩きだす。
盗賊（とうぞく）
橙色の服を着た坊主頭の男。我王のいる方に向かってくるが、ある程度の段差はジャンプで乗り越えてくる（ただし穴を跳び越えるようなことはしない）。また時折、放物線状に金の玉を投げて攻撃してくる。
コイ
独自の動きをする敵。画面下方から放物線を描いて突然跳びあがってくる。かわすのが難しく、厄介な敵。

#### 来世編
メカバチ
ハチ型のロボット。波形を描いて飛ぶが、ふくろうより上下の動きが大きく前進のスピードが遅い。
メカマルムシ
ダンゴムシのような姿のロボット。つちのこと全く同性能のキャラ。
アメーバー
青いスライム状の敵。役人と同じ動きをするが、姿勢が低く下の段からでないと狙えない。
隕石 (いんせき）
斜めに落ちてきて地面を転がる黒い球状の隕石。動きはメカマルムシに似ているが、スピードはかなり速い。ただし、我王を追いかけるようなことはしない。
クルーク
怪物の手のような姿をしている。きつねと同じ動きをするが、体が縦長なのでノミを当てやすい。
クワセイル
クラゲかタコのような姿の赤い異星人。盗賊と同じ動きだが、武器が前方へまっすぐ飛ぶ銛のようなものになっている。
ミサイル
独自の動きをする敵。画面下方から真上に上昇してきて、我王と高さが合うと直角に向きを変えて突っ込んでくる。

#### 太古編
始祖鳥（しそちょう）
姿は始祖鳥というより翼竜に近く、緑色をしている。ふくろうと同性能のキャラで、こちらも出現時に独特の鳴き声をあげる。
カメ
動きは役人と同じ。アメーバーと同様、姿勢が低い。
アナトサウルス
緑色の草食恐竜。恐竜とはいえ巨大キャラではなく、大きさは人間大。きつねと同じ動きだが体が大きく、クルークと同様狙いやすい。
チラノサウルス
赤い肉食恐竜。アナトサウルスと同様、大きさは人間並み。当時のティラノサウルスのイメージでデザインされていて、比較的直立に近い姿勢をしている。動きは盗賊と同じで、口から前方へまっすぐ飛ぶ炎を吐く。
ハウンブル
派手な色の大型のアリ。ステージ3にのみ登場する。つちのこと同性能。

#### 共通ザコキャラクター
悪霊（あくりょう）
この敵のみ、大和・来世・太古と全ての時代で登場する。赤い鬼の顔のような敵で、あらゆる障害物をすり抜け右から左へ一直線に飛ぶ。

### ボスキャラクター
ステージの最後に待ち構えていて、倒すと彫刻のパーツを落とす。耐久力はいずれのボスもノミ16発分で、ダメージを与えるごとに100点が加算、16発目を当てて倒すとさらに5000点が入り、合計6500点入る。前述の通り、ステージをループして2回目以降の戦いで倒すと彫刻パーツの代わりに鬼瓦を落とす。
ボスによっては護衛となるザコキャラが出現することがあり、それらはステージ中のザコと同じく倒すと100点入り鬼瓦に変わる。
鬼瓦（おにがわら）
大和ステージ1のボス。巨大な鬼の頭部で上下に大きく動きながら前進し、下方向に赤い岩を降らせてくる。ブロックに当たって方向を変える唯一のボスで、うまく鬼瓦を仕掛ければ画面上方に追いやって自滅させることができる。
岩男（いわおとこ）
大和ステージ3のボス。岩石玉になっての体当たりや大ジャンプで右に左に動き回り、時折我王目がけて岩を連続で投げてくる。無敵時間の存在する唯一のボスで、岩石玉になっている間はダメージを与えられない。
顔車（かおぐるま）
大和ステージ4のボス。輪入道に似た火炎車の中央に顔がついた怪物。円状に動きながら、我王目がけて赤い玉を吐く。
般若（はんにゃ）
大和ステージ5のボス。我王の身長の二倍もある巨大な般若の面。壁に固定されていて動かず口から小鬼を吐き出す。
小鬼（こおに）
般若の護衛キャラ。般若の口から現れ、部屋中を飛び回る。
雷神（らいじん）
大和ステージ6のボス。「∞」の軌道を描いて飛び、我王目がけてイカヅチを放つ。
壁画（へきが）
大和ステージ7のボス。壁画というより怪物の顔のような彫刻といったところ。洞窟の奥に固定されていて、斜め下方へ「壁画の玉」を次々と吐き出す。
壁画の玉（へきがのたま）
壁画の護衛キャラ。壁画の口から吐き出されるオレンジ色の玉。壁や床にぶつかるとそのまま転がっていく。後進することは出来ないため、部屋の隅に達するなどして移動不能になると鬼瓦に変わり、その場で固まる。
ビェブル
来世ステージ3のボス。科学により生み出されたバイオモンスターで、ワニに似た形状の頭部と鎌状の腕を持つ。部屋の奥で動かず、我王目がけて口から赤い弾を連射する。
ルグフ
ビェブルの護衛キャラ。とぐろを巻いたヘビに似たバイオモンスター。背景のパイプから卵のような姿で落ちてきて、ビェブルと同じ赤い弾を吐く。その場で動かない。
エルトラフル
来世ステージ4のボス。彫刻パーツの部屋に敷き詰められたブロックに潜む透明な球体。特定のブロックを破壊すると出現し、地形に沿って動き回る。倒しても同じ場所からまた出現する。ボスキャラに分類されるがゲーム上はザコキャラ扱いで、ノミ1発で倒すことができる。得点は100点で、倒すと鬼瓦を落とす。
スーパーコンピューター
来世ステージ5のボス。舞台の工場を支配しているコンピューター。侵入者に対して「コンピューターの玉」で攻撃してくる。弱点はシャッターの開閉を繰り返す四角いコアの部分（シャッターが閉じていてもダメージは与えられる。）。倒すか或いは我王がミスすると、コアのあった部分にコナミのロゴが出現する。
コンピューターの玉（-たま）
スーパーコンピューターの護衛キャラ。壁で反射しながら部屋中を飛び回る。
化石恐竜（かせききょうりゅう）
太古ステージ2のボス。首だけの恐竜の化石で、口を開閉しながら牙のようなものを吐き出す。頭が弱点。

### 仕掛け
特定のステージの最後で、ボスの代わりに出現するキャラクター達。画面上方（モアイのみ右）から無制限に現れ、破壊可能なブロックを壊しながら一直線に移動する。ただし、破壊不可能なブロックに当たると自滅し、鬼瓦に変わる。ノミで撃ち落とすことも可能で、ザコキャラと同様倒すと100点が加算され鬼瓦を落とす。
なお、大和ステージ2にはボスキャラも仕掛けも存在せず、最後の部屋には彫刻パーツが置かれ、ザコキャラの徘徊する石牢になっている。
岩（いわ）
大和ステージ8に登場。
モアイ
来世ステージ1に登場。赤い色をしており、画面右側から横方向に飛んでくる。
隕石（いんせき）
来世ステージ2に登場。ザコキャラの隕石とは全く異なる、青い大型の隕石。
丸太（まるた）
太古ステージ1に登場。
氷柱（つらら）
太古ステージ3に登場。

## 音楽
エンディングテーマ「火の鳥」
- 作詞：阿久悠／作曲：宮下富実夫／編曲：瀬尾一三／歌：渡辺典子
映画主題歌のみならず、当ゲームソフトのCMソングとしても起用された。
サビのフレーズのみが使用されている。

## スタッフ
- プログラム：LOVELY HIDEKI
- キャラクター・デザイン：ADULT NORIKO、COMMANDO HIROMI、MADAM KEIKO、PRETTY MIYUKI
- 音楽：FUNNY IKU（水谷郁）、DANDY HIDENORI（前沢秀憲）、CHARMING KINUYO（山下絹代）
- アシスタント：HAPPY SATOSHI（岸和田聡）、NICE GAY MASAMI（たばたまさみ）
- ビジュアル・デザイン：SHIMONETA KENJI（霜出健治）
- ディレクター：LOVELY HIDEKI

## 評価
ファミリーコンピュータ版
ゲーム誌『ファミコン通信』の「クロスレビュー」では、6・6・8・6の合計26点（満40点）、『ファミリーコンピュータMagazine』の読者投票による「ゲーム通信簿」での評価は以下の通りとなっており、20.76点（満30点）となっている。
| 項目 | キャラクタ | 音楽 | 操作性 | 熱中度 | お買得度 | オリジナリティ | 総合  |
| 得点 | 3.66       | 3.59 | 3.49   | 3.57   | 3.20     | 3.25           | 20.76 |